# Соловьёв, Василий Иванович (сценарист)
Васи́лий Ива́нович Соловьёв (13 января 1925, село Каменское, Московская область — 1 марта 2012, Москва) — советский и российский сценарист, педагог. Заслуженный деятель искусств РСФСР (1976)

## Биография
Родился 15 января 1925 года в селе Каменское Московской губернии. В мае 1943 года по окончании 10 классов призван в РККА. В звании младшего сержанта служил командиром отделения батальонного взвода связи 355-го стрелкового полка 308-й латышской стрелковой дивизии 2-го Прибалтийского фронта. 7 августа 1944 года на дальних подступах к Риге попал под минометный обстрел и был тяжело ранен. Потерял правую ногу до колена. Награждён орденом Отечественной войны I степени. В апреле 1945 года после выписки из госпиталя города Уфы вернулся домой.
В 1946 году поступил на сценарный факультет Всесоюзного государственного института кинематографии (мастерская Иосифа Маневича, Александра Довженко), который окончил в 1951 году.
В 1968—1971 годах работал главным редактором киностудии «Мосфильм».
В 1969 году вступил в КПСС.
В 1973—1980 годах был директором и главным редактором Центральной сценарной студии Госкино СССР.
В 1976—1986 годах — секретарь правления Союза кинематографистов СССР.
С 1960 года член Художественного совета, преподаватель Высших курсов сценаристов и режиссёров. На протяжении 25 лет бессменно руководил сценарными мастерскими ВКСР. В 1968—1986 годах руководил также сценарной мастерской во ВГИКе. Профессор кафедры кинодраматургии.
Урна с прахом захоронена в колумбарии Ваганьковского кладбища.

## Фильмография

### Сценарист
- 1953 — Наши чемпионы (документальный) (совместно с В. Ежовым, М. Донским)
- 1955 — Чемпион мира (совместно с В. Ежовым)
- 1957 — Дорога к звёздам (совместно с Б. Ляпуновым)
- 1959 — Человек с планеты Земля (совместно с В. Ежовым)
- 1960 — Бессонная ночь
- 1962 — Конец света
- 1965 — Война и мир (совместно с С. Бондарчуком)
- 1967 — За нами Москва (совместно с М. Бегалиным)
- 1968 — Нейтральные воды (совместно с В. Венделовским, при участии В. Беренштейна)
- 1970 — Человек с другой стороны (совместно с В. Семичевым, Э. Брагинским, Ю. Егоровым)
- 1974 — Если хочешь быть счастливым (совместно с Н. Губенко)
- 1977 — Кафе «Изотоп» (совместно с М. Калатозовым)
- 1977 — Доброта
- 1980 — Скандальное происшествие в Брикмилле (телефильм)
- 1981 — Будем ждать, возвращайся (телефильм)
- 1981 — Василий и Василиса (при участии И. Поплавской)
- 1983 — День командира дивизии
- 1985 — Багратион
- 1985 — Матвеева радость
- 1986 — Атака
- 1986 — Поездка к сыну (короткометражный)
- 1990 — Очарованный странник
- 1992 — Генерал (совместно с И. Николаевым)

## Награды и премии
- Заслуженный деятель искусств РСФСР (31 декабря 1976 года) — за заслуги в области советского киноискусства[13]